# Jeffrey Dahmer
Jeffrey Lionel Dahmer (21. května 1960 Milwaukee – 28. listopadu 1994 Portage), též známý jako Kanibal z Milwaukee nebo Monstrum z Milwaukee, byl americký sériový vrah, kanibal, nekrofil a sexuální delikvent, který mezi lety 1978–1991 zavraždil 17 mladých mužů a chlapců, přičemž některé z nich posmrtně rozřezal a zkonzumoval. 
Ačkoliv mu byla diagnostikována hraniční porucha osobnosti, schizotypální porucha osobnosti a psychotická porucha, po svém zatčení v roce 1991 byl souzen jako psychicky zdravý. Byl odsouzen za 15 ze svých 17 vražd, které spáchal ve Wisconsinu a 17. února 1992 byl odsouzen na 15 doživotních trestů. Později mu byla ještě připsána vražda, kterou spáchal v roce 1978, a bylo mu přidáno další doživotí k jeho trestu.
Dne 28. listopadu 1994 byl Dahmer ubit k smrti svým spoluvězněm Christopherem Scarverem v kolumbijské věznici v Portage ve Wisconsinu.

## Mládí
Dahmer se narodil v Milwaukee ve Wisconsinu. Jako malý se zajímal o chemii a především anatomii. V kůlně měl sbírku kostí veverek, zajíců a jiných zvířat, která nalezl v lese. Již v mládí se u něj projevil morbidní zájem o těla přejetých zvířat, psů, vačic. V deváté třídě rozpitval ve škole sele a jeho hlavu si odnesl domů, maso odstranil a lebku si na chvíli nechal. Ve věku osmi let ho měl údajně znásilnit starší chlapec.
V roce 1979 se přidal k americkým pozemním silám a byl odvelen na základnu v Německu. Podstoupil základní vojenský výcvik a později i lékařský. Zvláštností je, že v té době se poblíž základny staly tři nevyřešené vraždy. Případy však nemusí mít s Dahmerem spojitost. V roce 1981 byl Dahmer kvůli alkoholismu a násilnickému chování propuštěn.
Předpokládá se, že svou první oběť zavraždil již v roce 1978. V dalších letech se snažil své násilné/sexuální nutkání potlačovat. V období mezi lety 1981-1987 žil u své babičky, navštěvoval kostel, nepil alkohol a začal pracovat na nočních směnách v čokoládovně Ambrosia. V roce 1987 však zavraždil mladého homosexuála Stevena Tuomiho a tato vražda se stala spouštěčem pro jeho další vražedné běsnění.

## Vraždy
Pracoval v čokoládovně Ambrosia v Milwaukee. V noci obcházel gay bary či navštěvoval lázně Club Milwaukee Baths a náhodně si vybíral své oběti. Šlo o dobře vyhlížejícího a navíc nadprůměrně inteligentního muže. Jeho oběťmi byli mladí černošští, bělošští i asijští homosexuální gigolové. Obvykle je opil/zdrogoval Halcionem a poté uškrtil. Na některých mrtvolách se nekrofilně ukojil, s jinými zvrhle experimentoval. 
Nejdříve se těl zbavoval rozřezáním, drcením kostí a vyhozením, později po přestěhování do soukromého bytu 213 na Oxfords Apartments 924, Nord 25th street začal kosti obětí rozpouštět v kyselině, kterou pak vyléval do odpadu. 
Začal pořizovat polaroidové fotografie obětí, určitých částí jejich těl, které si následně i nechával a uchovával ve svém bytě (uřezané penisy, hlavy). Postupně se doba mezi jednotlivými vraždami zkracovala, poslední 4 oběti zabil v rámci několika dnů. Jejich ostatků se nedokázal zbavit, žil s nimi v bytě a některé části těl i snědl. Snědl cca 5kg lidského masa, vnitřností a vypil krev některých svých obětí, neboť věřil, že pokud oběti požije, budou skrze něj dál žít. 
Z tohoto období mu dokázali vraždu sedmnácti mužů a chlapců. Obětí však může být i víc.

## Výroky
- „Když jsem byl malý kluk, byl jsem stejný jako ostatní.“
- „Je mi jedno, jestli budu žít, nebo zemřu. Pokračujte a zabijte mě.“
- „Tohle je velké finále o životě špatně stráveném a konečný výsledek je prostě v drtivé většině depresivní... nemocný, patetický, mizerný životní příběh, to je vše.“
- „Já ani nevím, jestli mám kapacitu pro normální emoce, nebo ne, protože jsem dlouhou dobu nebrečel. Možná, že když to dlouho potlačujete, časem o to přijdete, možná částečně, nevím.“
- „Myslím, že nějakým způsobem chci, aby to skončilo, i kdyby to znamenalo mou vlastní zkázu.“
- „Je pro mě těžké uvěřit, že lidská bytost může udělat to, co jsem udělal já...“
- „Při pohledu zpět na svůj život vím, že jsem nechal jiné lidi trpět stejně, jako jsem trpěl já.“
- „Lidé chodí na krvavé horory, aby v nich viděli náznak toho, co v těch filmech je. Jediný rozdíl je v tom, že já jsem to dělal reálně.“
- „Za tohle, si zasloužím smrt….“

## Oběti
Oběti byly zavražděny v průběhu let 1978–1991.

### Steven Mark Hicks
- Věk: 19 let
- Místo, datum: Bath Township, Ohio; 18. červen 1978
- Metoda: Dahmer Hickse omráčil činkou a nakonec uškrtil.
- Popis: Předpokládá se, že šlo o Dahmerovu první oběť. Tělo bylo rozřezáno nožem na menší části a po třech letech rozházeno po půlhektarovém zalesněném pozemku jeho rodiny. Trvalo 13 let, než policie ostatky nalezla.

### Steven Tuomi (1962–1987)
- Věk: 24 let
- Místo, datum: hotel Ambassador; 20. listopadu 1987
- Metoda: Oběť omámil, rozsekl hruď a zaživa se pokusil vytrhnout srdce.
- Popis: Dahmer našel Tuomiho v baru pro homosexuály. Nabídl mu, že si spolu užijí. Tuomi nabídku přijal a odjeli do hotelu Ambassador. V hotelové jídelně Tuomiho opil, poté ho odvedl na pokoj, vyspal se s ním a v opilosti ho zavraždil. Druhý den ráno Dahmer zpanikařil, nevěděl, co s mrtvolou. Doběhl do nejbližšího obchodu a koupil velký kufr, kam ukryl tělo. Kufr odvezl do babiččina domu, kde tělo ve sklepě rozřezal a nacpal do plastikových sáčků, které naházel do odpadu. Ostatky nebyly nikdy nalezeny.

### James Doxtator
- Věk: 14
- Místo, datum: dům Dahmerovy babičky, West Allis, South of Milwaukee; 16. ledna 1988
- Metoda: Oběť zdrogoval a poté uškrtil.
- Popis: Po zabití tělo Doxtatora nechal asi týden v babiččině sklepě s ovocem. Když byl doma sám, tělo ze sklepa vytáhl a sexuálně využíval. Maso bylo odstraněno kyselinou a kosti byly rozdrceny. Už u Stevena Hickse zjistil, že tento způsob zbavení se těla je nejvhodnější.

### Richard Guerrero
- Věk: 23
- Místo, datum: dům Dahmerovy babičky; West Allis, South of Milwaukee; 24. března 1988
- Metoda: Po orálním sexu mu dal Dahmer uspávací prášky a pak ho uškrtil.
- Popis: Tělo bylo rozřezáno a skončilo v odpadcích.

### Anthony Sears
- Věk: 24
- Místo, datum: dům Dahmerovy babičky; West Allis, South of Milwaukee; 25. března 1989
- Metoda: Dahmer oběť uspal a uškrtil.
- Popis: Oběti uřízl hlavu a dal ji do velkého bílého sudu, který naplnil acetonem, aby hlavu konzervoval. Nechal si také jeho genitálie, které dal do vzduchotěsné nádoby, kterou si dal do skříňky v čokoládovně, kde pracoval.

### Raymond Smith
- Věk: 32
- Místo, datum: 213 Oxfords Apartments 924, Nord 25th street; 20. května 1990
- Metoda: Smitha uškrtil a s jeho mrtvolou měl orální sex. Tělo rozřezal, ale hlavu si ponechal. Lebku opět natřel na šedo a uložil v ledničce.
- Popis: Ostatky nechal rozpustit v kyselině, dokud se nezbavily masa. Kosti si rozvěsil po bytě. Byla to jeho nejstarší oběť.

### Eddie Smith
- Věk: 27
- Místo, datum: 213 Oxfords Apartments 924; 24. červen 1990
- Metoda: Dahmer ho nalákal do své garsonky, kde jej zdrogoval a poté uškrtil. Mrtvolu pak rozřezal.
- Popis: Tělo opět rozpustil v kyselině.

### Ernest Miller
- Věk: 22
- Místo: 213 Oxfords Apartments 924, Nord 25th street, 2. září 1990
- Metoda: Miller uvěřil Dahmerově nabídce, že mu dá $50 za jeho nahé fotky. Byl zdrogován a podříznut.
- Popis: Dahmer odstranil v kyselině maso. Vybělenou kostru si schoval do skříně. Biceps později snědl.

### David Thomas
- Věk: 23
- Místo, datum: 213 Oxfords Apartments 924, Nord 25th street; 24. září 1990
- Metoda: Uspán a uškrcen.
- Popis: Kyselina. Kostra skončila rovněž v šatníku.

### Curtis Straughter
- Věk: 17
- Místo, datum: 213 Oxfords Apartments 924, Nord 25th street; 17. února 1991
- Metoda: Zdrogován, následně uškrcen
- Popis: Mrtvolu rozřezal a kosti rozdrtil. Lebku si nechal, zbytek skončil v odpadcích.

### Errol Linsey
- Věk: 19
- Místo, datum: 213 Oxfords Apartments 924, Nord 25th street; 7. dubna 1991
- Metoda: Errol doufal, že dostane peníze. Místo toho byl uškrcen.
- Popis: Dahmer se na mrtvole nekrofilně ukojil. Lebku si ponechal jako trofej.

### Tony Hughes
- Věk: 31
- Místo, datum: 213 Oxfords Apartments 924, Nord 25th street; 24. května 1991
- Metoda: Tony byl hluchoněmý. Zdrogován a zabit vyvrtáním díry do lebky.
- Popis: Dahmer chtěl najít způsob, jak si Tonyho nechat u sebe, aniž by ho zabil. Po zdrogování oběti, zatímco Tony spal, vzal vrtačku a vyvrtal mu malou díru do lebky, aby zjistil, jestli by z něj nemohl udělat něco jako zombie. Do díry v lebce vstříkl kyselinu chlorovodíkovou a tím Tonyho zabil. Tělo rozřezal a rozpustil v kyselině. Lebku si ponechal jako trofej.

### Konerak Sinthasomphone
- Věk: 14
- Místo, datum: 213 Oxfords Apartments 924, Nord 25th street; 27. května 1991
- Metoda: Zdrogování, vyvrtání do lebky díry a nalití kyseliny solné.
- Popis: Po zdrogování Koneraka mu Dahmer vyvrtal do lebky díru, stříkl do ní kyselinu solnou a čekal až se Konerak probudí. Po probuzení byl Konerak omámený, ale byl schopen fungovat podle Dahmerových požadavků. Později Konerak využil nepřítomnosti Dahmera a utekl z jeho bytu. Daleko se však nedostal, a jelikož se u něj začala projevovat malátnost a nebyl schopen souvisle mluvit, policie jej odvedla zpátky do bytu Dahmera, který policii uvedl, že se jedná o jeho přítele. Krátce po tom Dahmer vstříkl další dávku kyseliny do Konerakova mozku. Tělo pak rozřezal a rozpustil v kyselině.

### Matt Turner
- Věk: 20
- Místo, datum: 213 Oxfords Apartments 924, Nord 25th street; 30. června 1991
- Metoda: Vlákán do garsonky, zdrogován a uškrcen.
- Popis: Tělo rozřezal a zbytky rozházel v okolí svého bydliště.

### Jeremiah Weinberger
- Věk: 23
- Místo, datum: 213 Oxfords Apartments 924, Nord 25th street; 6. července 1991
- Metoda: Dahmer s ním prováděl podobné experimenty jako s Konerakem. Injekční jehlou mu do mozku stříkal vroucí vodu. Jeremiah byl další dva dny v kómatu, pak ho Dahmer uškrtil.
- Popis: Mrtvola rozřezána a uložena do kyseliny.

### Oliver Lacy
- Věk: 23
- Místo, datum: 213 Oxfords Apartments 924, Nord 25th street; 15. července 1991
- Metoda: Stejně jako předešlé oběti – zdrogován a uškrcen.
- Popis: Během rozřezávání Dahmer několikrát onanoval. Jeho srdce uložil do ledničky.

### Joseph Bradehoft
- Věk: 25
- Místo, datum: 213 Oxfords Apartments 924, Nord 25th street; 19. července 1991
- Metoda: Zdrogován a uškrcen.
- Popis: Dahmer mrtvolu rozřezal, ale ne kompletně. Byl chycen o dva dny později a v bytě byl nalezen trup s hlavou.

## Dopadení
Dne 22. července 1991 zastavil nahý Tracy Edwards policejní hlídku a uvedl, že byl v nedaleké garsonce číslo 213 napaden nožem. Policistům se po vstupu do bytu naskytl hrůzný pohled. Uprostřed pokoje byl sud se čtyřmi lidskými trupy. V ledničce našli dvě hlavy. Dalších sedm hlav bylo uvařených. Po bytě byly rozvěšeny mužské genitálie, lidské lebky a kosti.
Sousedi si již předtím stěžovali na nesnesitelný zápach. Dahmer jim vždy řekl, že jde o pokažený mrazák. V květnu 1991 nalezla přivolaná policie přede dveřmi jeho bytu čtrnáctiletého Koneraka Sinthasomphoneho. Konerakovy ostatky našli mezi rozkládajícími se těly. Jeho hlavu Dahmer uvařil, během hodiny z ní prý opadalo všechno maso. Dahmer tak byl zatčen a poté podrobně vyprávěl vyšetřovatelům, co s mrtvolami dělal.
Souzen byl jako duševně způsobilý, ale ve státě Wisconsin je trest smrti zrušen. Proto jej odsoudili patnáctkrát na doživotí nebo na 936 let.
Dahmer byl obviněn i z vraždy Adama Walshe z roku 1981, k té se však Dahmer nikdy nepřiznal.
Dahmer byl ve věznici několikrát napaden spoluvězni. Dne 28. listopadu 1994 byl Dahmer napaden spoluvězněm Christopherem Scarverem, který ho zbil kovovou tyčí, kterou odstranil ze cvičebního náčiní, když uklízeli záchody ve vězeňské nemocnici. Dahmer zemřel hodinu po převozu do nemocnice na mnohočetná poranění. Scarver odůvodnil Dahmerovu vraždu s tím, že chtěl pomstít všechny Dahmerovy oběti.

## Jeffrey Dahmer v kultuře
Jméno sériového vraha nosí několik především grindcore/death metalových kapel:
- zaniklá kanadská grindcore/death metalová kapela Dahmer[1]
- zaniklá americká death metalová kapela Dahmer[2]
- kubánská grindcore/death metalová kapela Jeffrey Dahmer[3]
- Americká grindcore/death/thrash metalová kapela Macabre vydala v roce 2000 album s názvem Dahmer.[4]
- Norská aggrotech kapela Combichrist jmenuje ve své písni „God Bless“ (česky „Bůh žehnej“) celou řadu sériových vrahů a teroristů, mezi nimi je i Jeffrey Dahmer.[5][6]

V audiovizuální tvorbě:
- Jeho postava se objevila v seriálu American Horror Story, konkrétně v páté sérii Hotel ve čtvrtém dílu „Devil's night“ a následně i v posledním „Be Our Guest“. Mimo něj se v díle objevili i jiní sérioví vrazi: Zodiac, Aileen Wuornosová, Richard Ramirez a John Wayne Gacy.[7]
- V roce 2002 byl natočen film o Dahmerově životě s titulem Dahmer. Jeho roli ztvárnil americký herec Jeremy Renner.
- V roce 2017 byl natočen film o Dahmerově životě s titulem My friend Dahmer. Úlohu mladého Jeffreyho ztvárnil herec a zpěvák Ross Lynch.
- V roce 2022 uvedl Netflix 10dílný seriál o Dahmerově životě s titulem Monstrum: Příběh Jeffreyho Dahmera. Jeho roli ztvárnil herec Evan Peters.